# Epoicotheriidae
De Epoicotheriidae zijn een familie van uitgestorven schubdierachtigen uit de Palaeanodonta die leefden tijdens het Paleoceen tot het Vroeg-Oligoceen met een holarctische verspreiding.

## Voorkomen
Amelotabes uit het Tiffanian van het Bighorn-bekken in Wyoming is de oudst bekende vertegenwoordiger. De familie kwam met name voor in Noord-Amerika, maar daarnaast behoren ook Auroratherium uit het Vroeg-Eoceen van China en Molaetherium uit het Vroeg-Oligoceen van Beieren tot de Epoicotheriidae.

## Kenmerken
De epoicotheriiden waren insectivoren. De schedel en lichaamsbouw van de vroege epoicotheriiden zoals Tubulodon uit het Wasatchian kwam min of meer overeen met die van de verwante metacheiromyiden, maar de latere vormen zoals Epoicotherium en Xenocranium uit het Chadronian hadden verschillende aanpassingen voor een gravende ondergrondse leefwijze die vergelijkbaar zijn met die van goudmollen en gordelmollen.